# Болото Мох (Беларусь)
Болото Мох (бел. Балота Мох) — гидрологический заказник республиканского значения, созданный в 1981 году для того, чтобы сохранить в естественном состоянии торфяной массив Болото Мох, который регулирует водный режим прилегающей территории и озёр Обстерно, Важа, Нобисто, Укля. Заказник находится на территории Перебродского сельсовета Миорского района Витебской области. Ближайший населённый пункт — деревня Перебродье.

## География
Заказник расположен в восточной части Полоцкой низменности (на территории Дисненской низменности), с востока от Обстерновских озёр и с запада от урочища Каменполье. С юга на север заказник пересекает река Голчицы, впадающая в Хоробровку на территории заказника. Площадь заказника — 48,4 км².

## Флора
В заказнике преобладают сфагновые. Основная растительность — редколесье, выраженное в основном соснами, а также берёзами, елями, осинами и др. Торфяной массив представлен верховыми и переходными видами торфа и занимает 86 % общей площади заказника.
Также встречаются такие редкие виды, как морошка (Rubus chamaemorus), хохлатка полая (Corydalis cava), шпажник черепитчатый (Gladiolus imbricatus), берёза карликовая (Betula nana), занесённые в Красную книгу.
Среди ягодных культур встречаются клюква, брусника и голубика.

## Фауна
Фауна представлена следующими видами: кабан, европейская косуля, лось, заяц-русак, лисица, волк, дербник, скопа, чёрный аист.
В 1999 году в урочище Каменполье проводились исследования гнездования водоплавающих и околоводных птиц заказника. Особенностью их гнездования является необычная скученность. Во время исследований были обнаружены гнёзда таких видов, как серебристая чайка, серая чайка, красноголовая чернеть и хохлатая чернеть.

## Использование
Заказник — объект экологического туризма. Рядом с заказником находятся деревянный костёл Святого Георгия и церковь, также сохранились остатки старинных усадеб.